# Oxalis grammophylla
Oxalis grammophylla är en harsyreväxtart som beskrevs av Salter. Oxalis grammophylla ingår i släktet oxalisar, och familjen harsyreväxter. Inga underarter finns listade i Catalogue of Life.